# Фінляндія на літніх Олімпійських іграх 1908
Фінляндія на літніх Олімпійських іграх 1908 виступала вдруге. Вперше команда взяла участь у Позачергових Олімпійських іграх 1906 в Афінах. Проте, ті ігри не вважаються офіційними, тому на визнаних МОК змаганнях Фінляднія взяла участь вперше 1908 року.
Хоча країна тоді була у складі Російської імперії, проте спортивна команда Фінляндії виступала в Лондоні окремо від команди імперії. Питаннями участі спортсменів від Фінляндії займався представник Російської імперії в МОК барон Вілебрандт, якому було доручено курирувати фінську делегацію.

## Медалісти
Золото
| Золото |               |                         |
| №      | Спортсмени    | Вид спорту (дисципліна) |
| 1      | Вернер Векман | Боротьба                |

Срібло
| Срібло |              |                         |
| №      | Спортсмени   | Вид спорту (дисципліна) |
| 1      | Ірьо Саарела | Боротьба                |

Бронза
| Бронза |                                                                                |                         |
| №      | Спортсмени                                                                     | Вид спорту (дисципліна) |
| 1      | Ейно Форстрьом Отто Ганстрьом Йоган Кемп Лівара Кююкоскі Хейкі Лехмусто та ін. | Гімнастика              |
| 1      | Вернер Ярвінен                                                                 | Легка атлетика          |
| 1      | Арво Лінден                                                                    | Боротьба                |